# All the Year Round
All the Year Round (właśc. All the Year Round. A Weekly Journal. Conducted by Charles Dickens. With Which is Incorporated Household Words) – angielski tygodnik, ukazujący się w latach 1859–1895. 
Pierwszym redaktorem pisma był Charles Dickens. Po jego śmierci w 1870 kierownictwo nad redakcją przejął jego syn, Karol Dickens Jr. Periodyk został założony przez Dickensa po tym, jak zrezygnował on z tworzenia czasopisma „Household Words”. „All the Year Round” publikował zarówno artykuły dydaktyczne, o tematyce sensacyjnej, jak i sprawozdania z zagranicy. Tygodnik był bardzo popularny, w swoich najlepszych latach osiągał nakład wynoszący 300 000 egzemplarzy dla wydań świątecznych i 100 000 egzemplarzy dla wydań zwykłych. Czasopismo kosztowało dwa pensy, składało się z 24 dwukolumnowych stron i nie było ilustrowane. Zawierało zazwyczaj od pięciu do siedmiu artykułów. Posiadało bogaty dział beletrystyczny, w którym publikowano powieści w odcinkach, opowiadania i nowele. W tej formie ukazały się tam m.in. Opowieść o dwóch miastach i Wielkie nadzieje Dickensa, a także A Day's Ride Charlesa Levera. Inni autorzy związani z pismem to m.in.: Robert Buchanan, Elizabeth Gaskell, Charles Reade i Wilkie Collins.